# Svaneapoteket in Ålesund

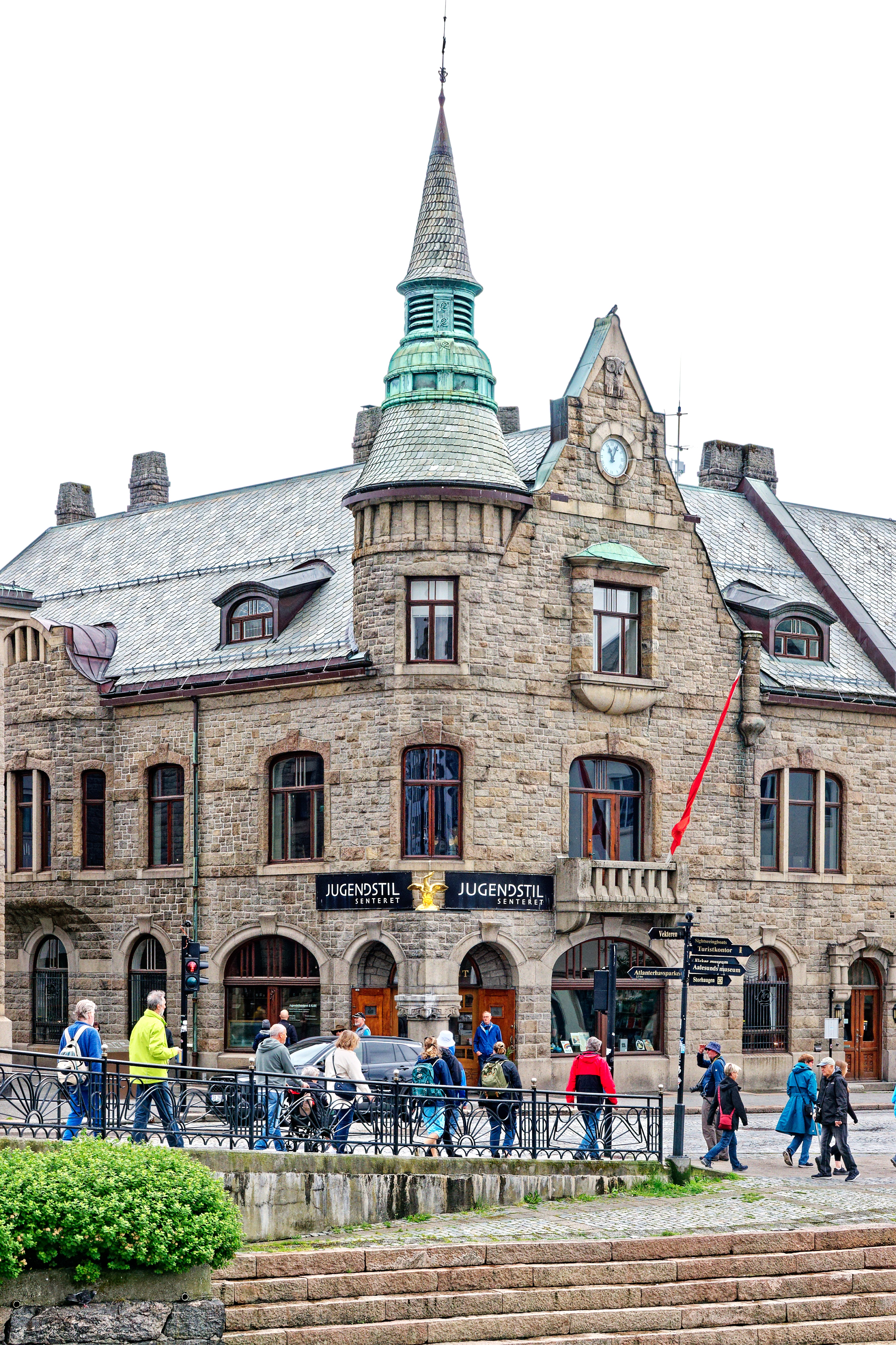
Außenansicht der ehemaligen Svaneapoteke, heute Jugendstilsenteret

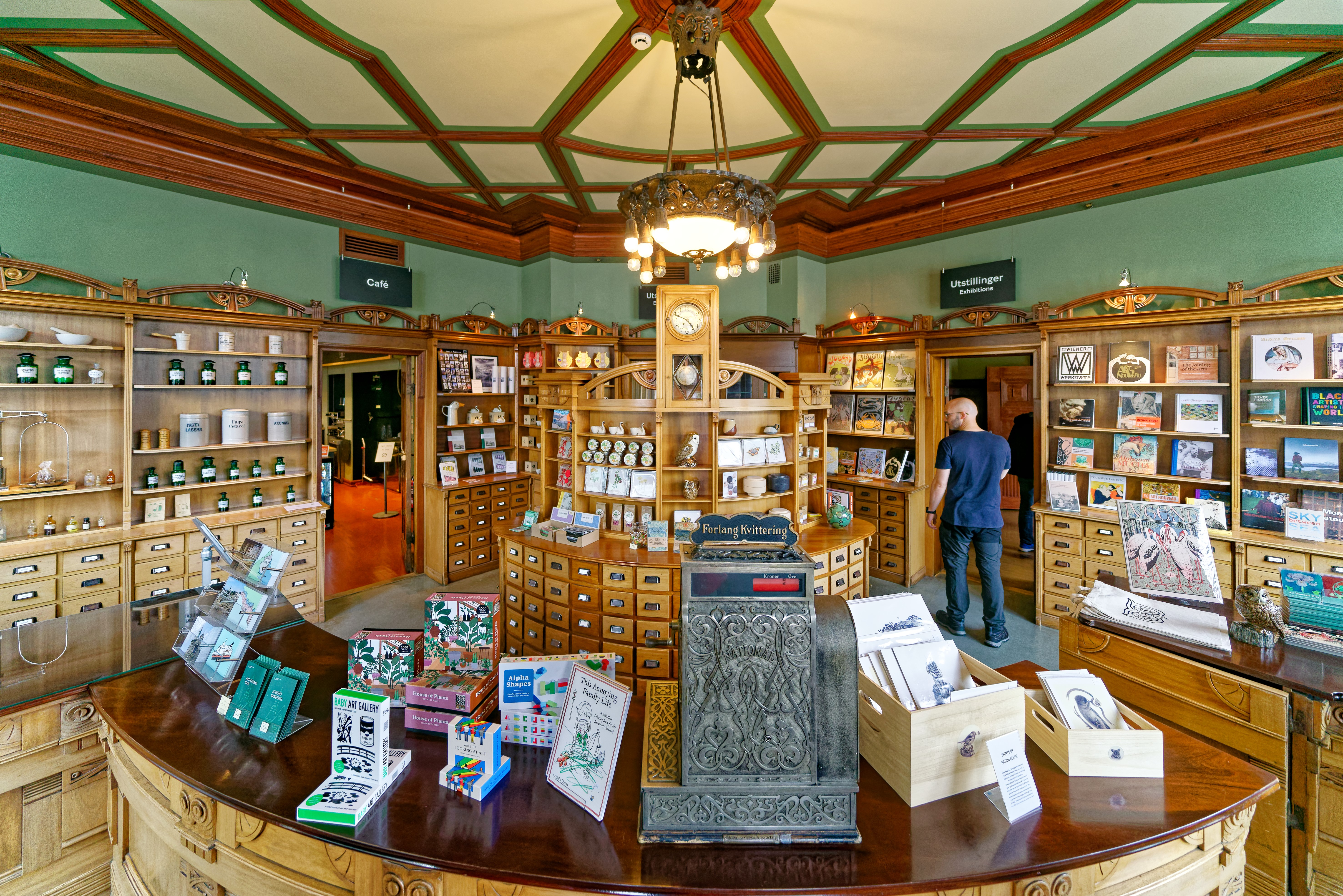
Rezeption des Museums in der ehemaligen Schwanenapotheke.

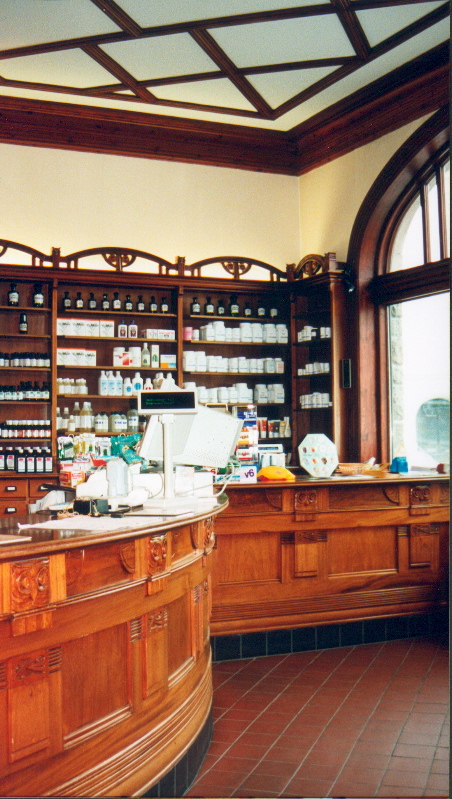
Verkaufsraum der Apotheke

Die ehemalige Svaneapotek (Schwanenapotheke) befindet sich in Ålesund im Fylke Møre og Romsdal in Norwegen. Sie wurde nach dem großen Brand von Ålesund im Jahre 1904 gebaut und ist eines der bedeutendsten Beispiele des Jugendstils in Norwegen. Sie soll im Jahr 1908 eröffnet worden sein.

## Bauherr und Architekt
Der Apotheker Øwre war Mitglied des Gemeinderates und Vorsitzes der Stadt sowie Bürgermeister in den Jahren 1909 und 1910. Er gab den Bau der Apotheke in Auftrag. Als Architekten wählte er Hagbarth Martin Schytte-Berg (1860–1944). Von ihm bis dahin bekannte Werke sind unter anderem die Skien kirke (1887–1894) und die Fagerborg kirke in Oslo (1901–1903). Er wurde gebeten, die Bauleitung zu übernehmen. Dies schloss unter anderem die Planung und Ausführung des Entwurfs, die Wahl des Materials, Inneneinrichtung und stilistische Detaillösungen im Innen- und Außenbereich mit ein. Darüber hinaus war er für die Einstellung von Bauarbeitern und die Durchführung praktischer Bauarbeiten zuständig. Er wurde einer der führenden Architekten, die am Wiederaufbau von Ålesund beteiligt waren.

Rundgang durch das Jugendstilmuseum
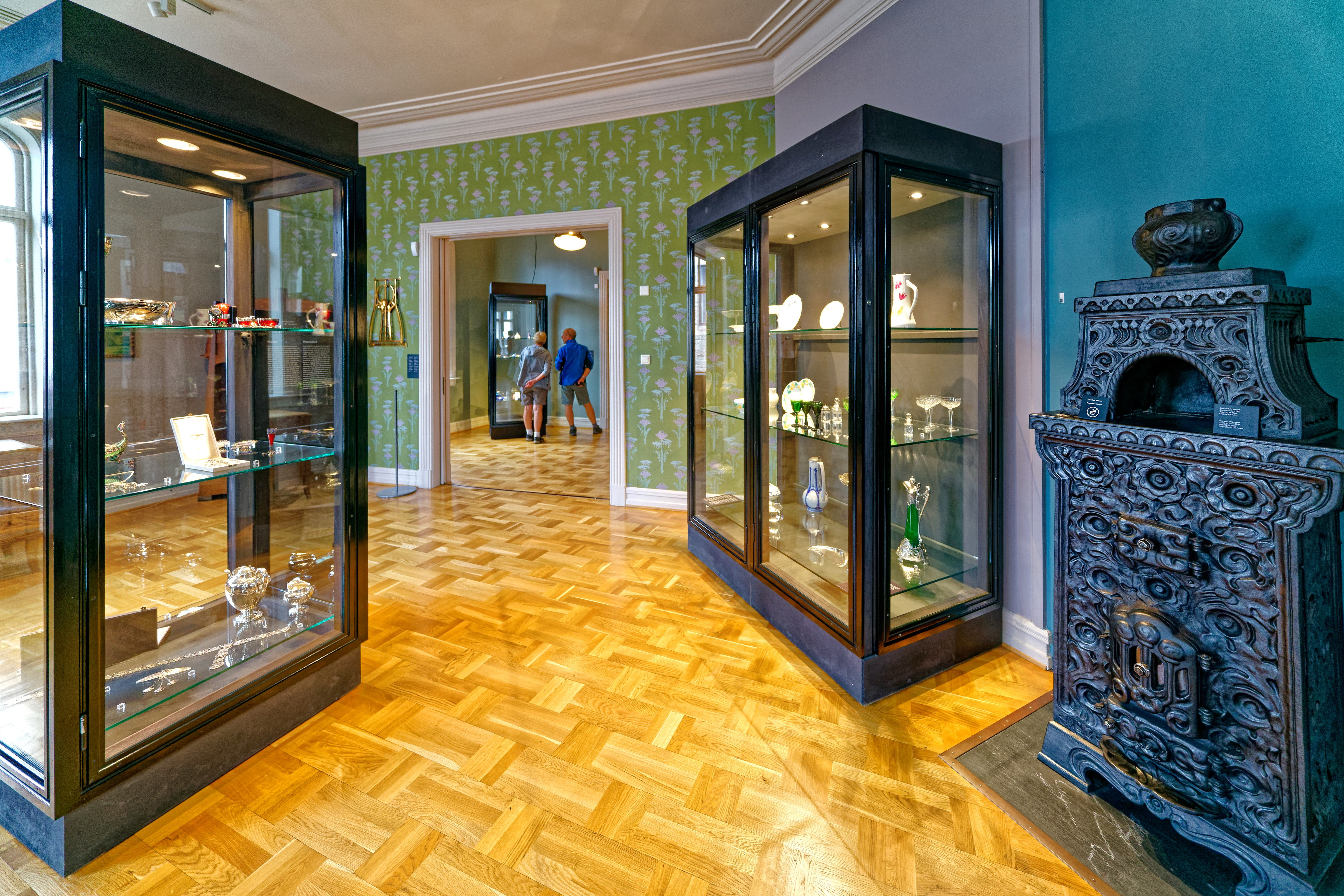
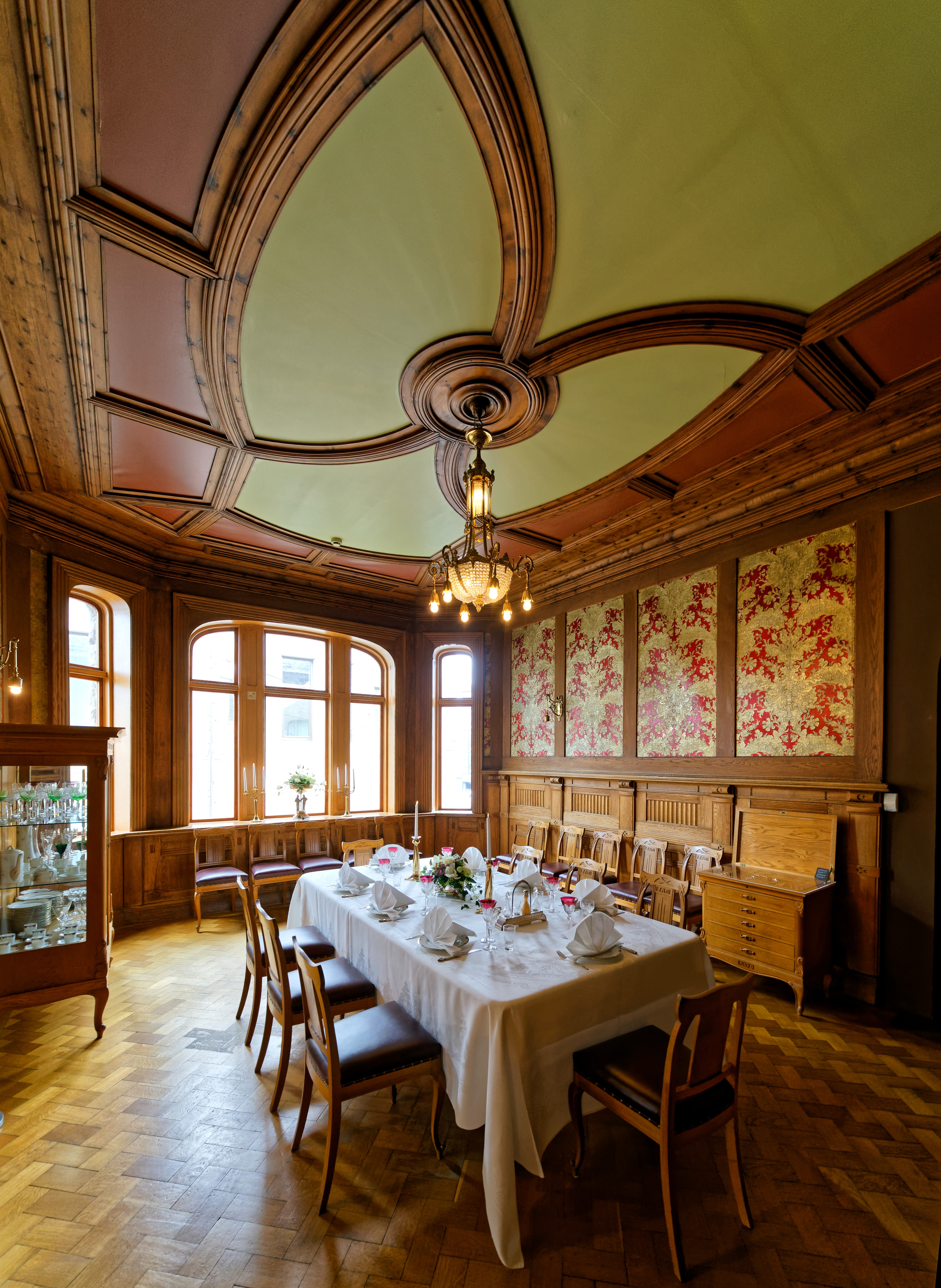
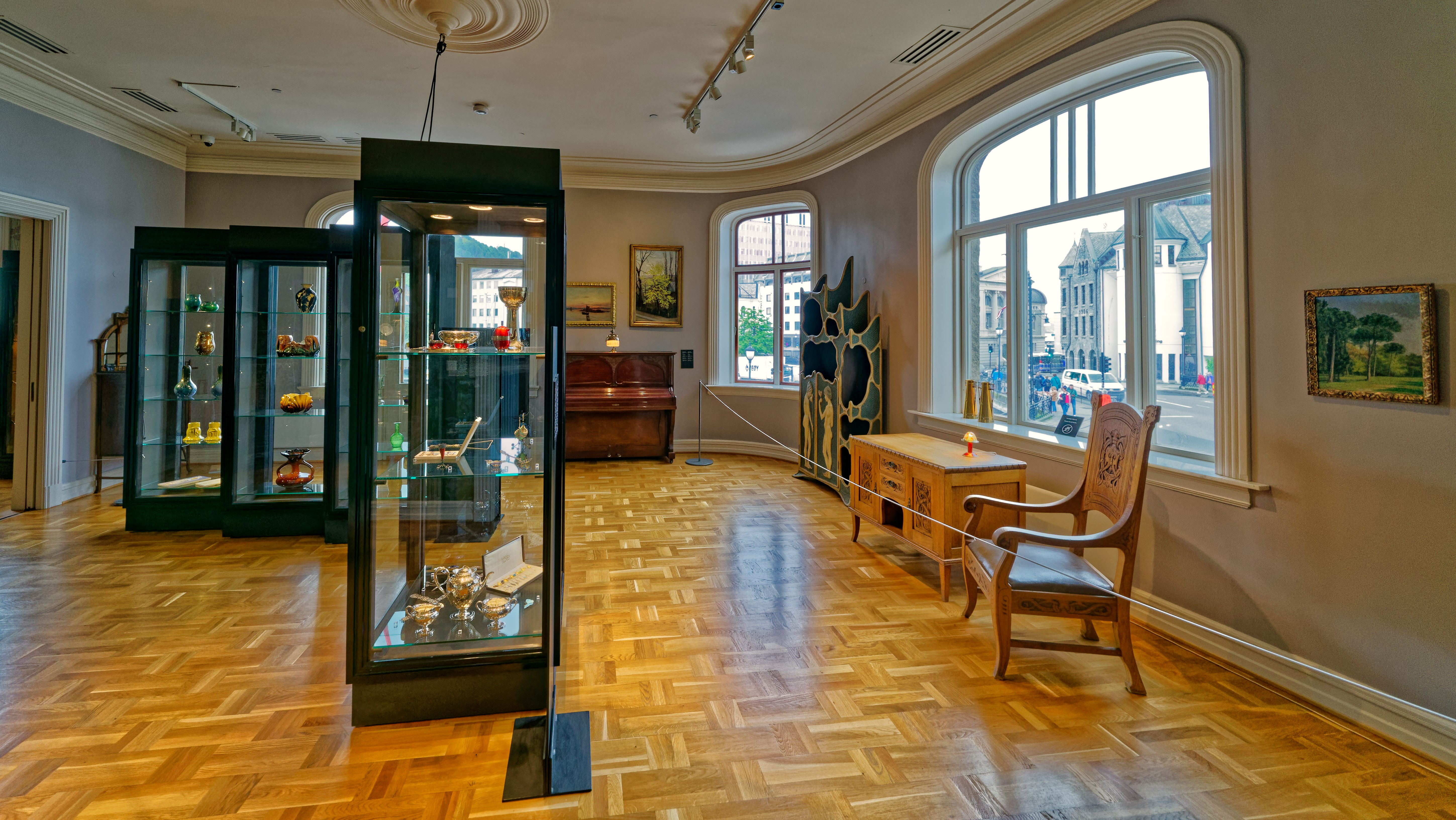
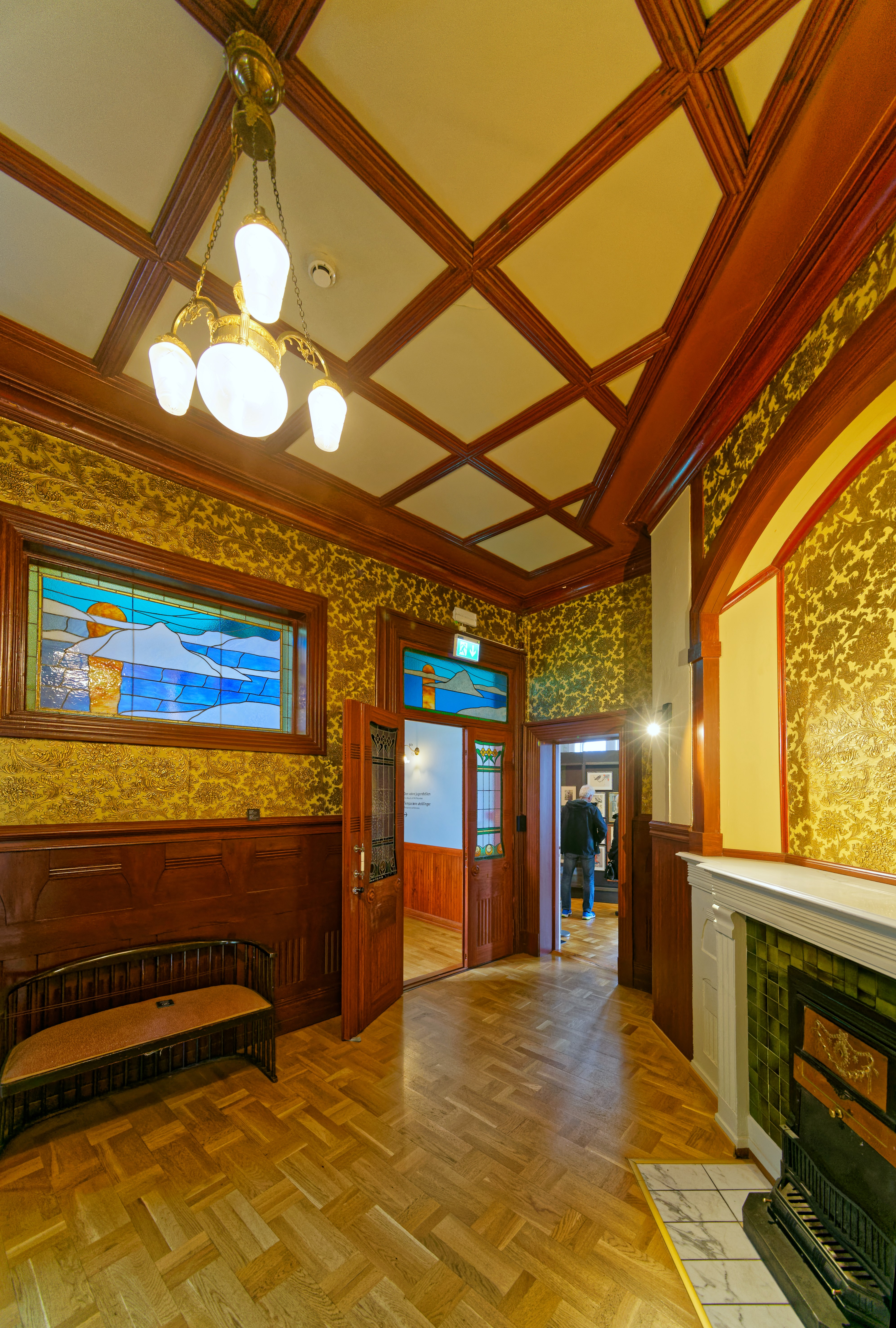
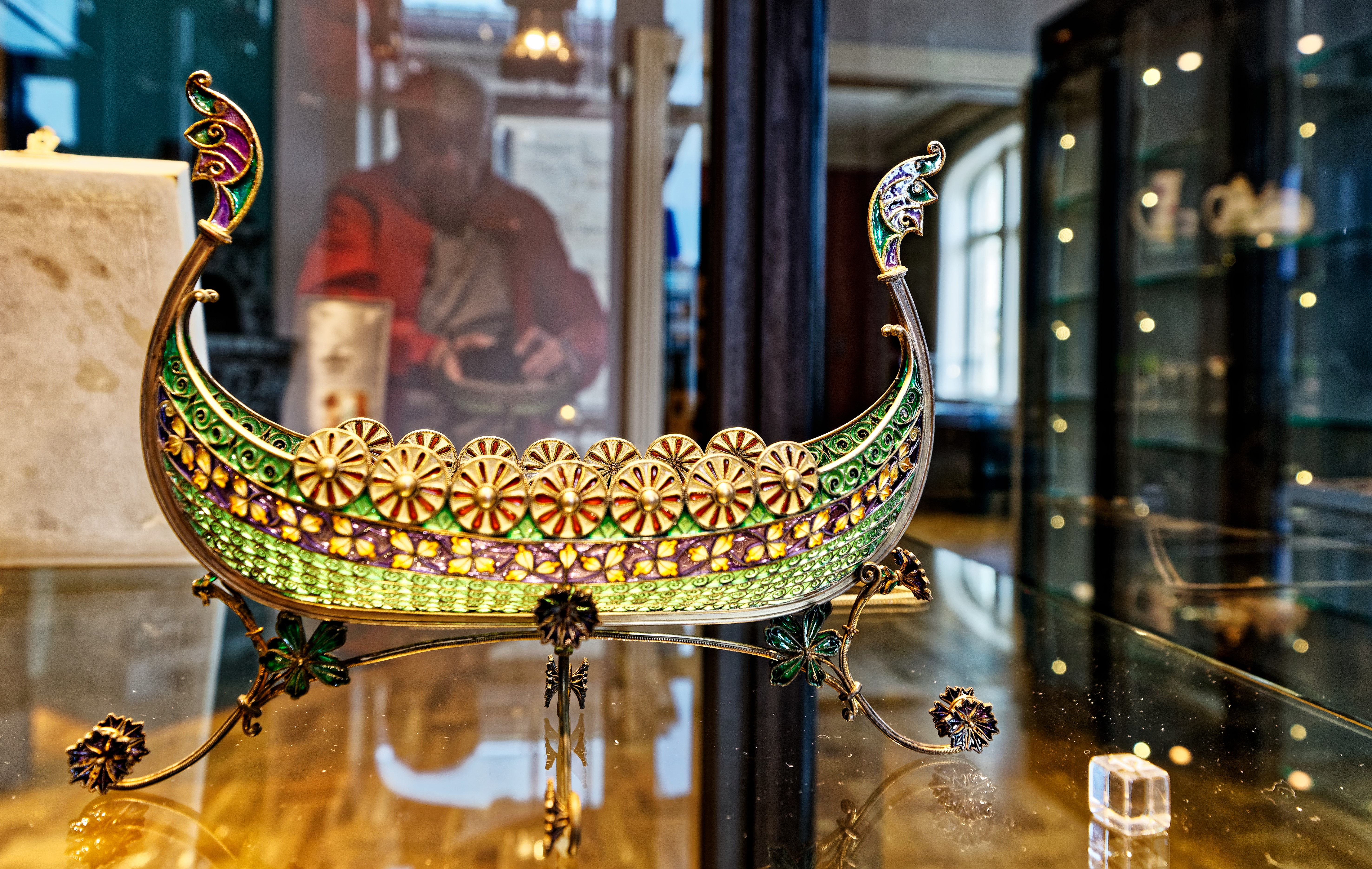
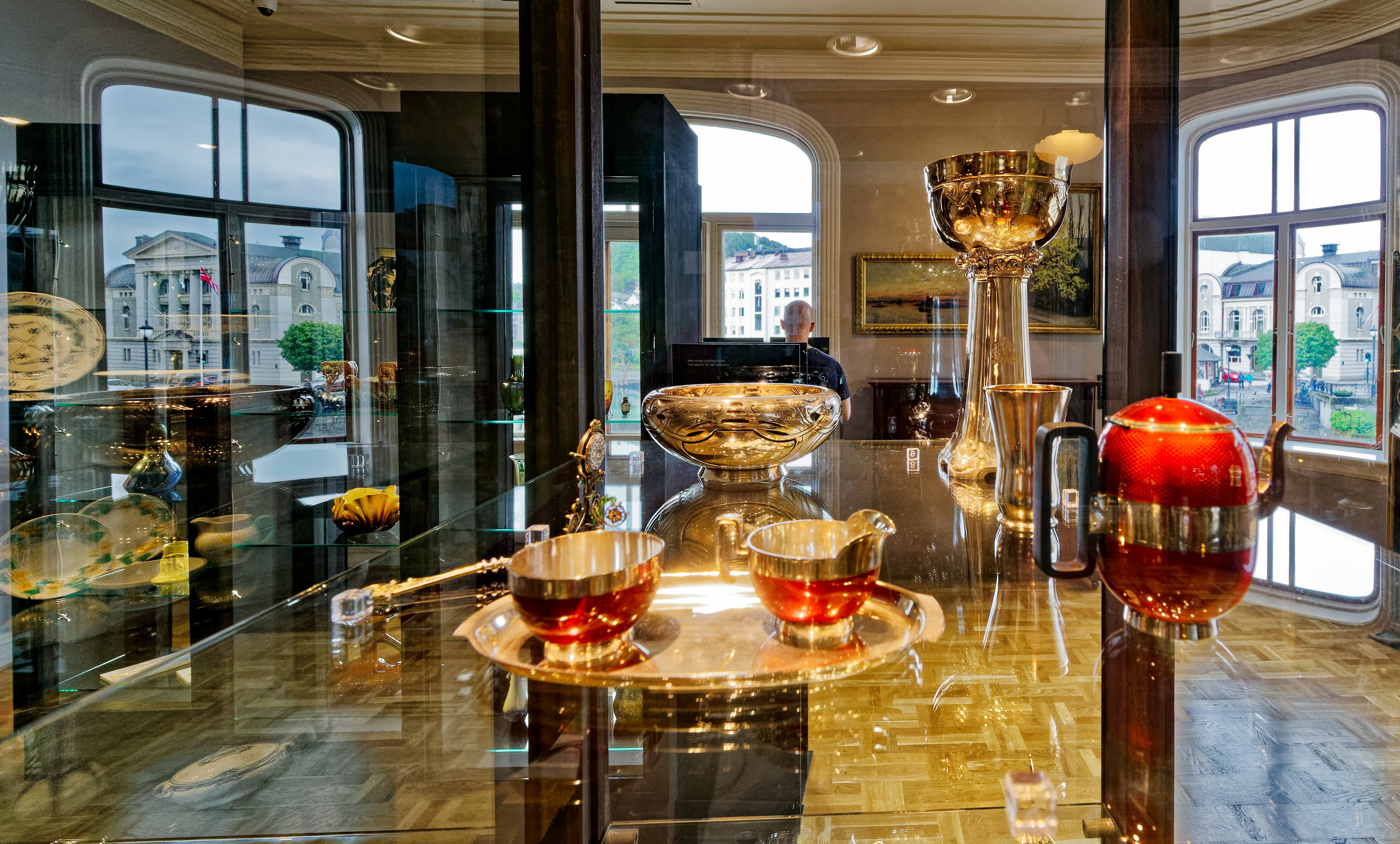

## Bauwerk
Das Bauwerk befindet sich an einem zentralen Platz der Stadt und sollte den zwei Funktionen Arbeiten und Wohnen gerecht werden. Das Gebäude ist aus fein- und grobbehauenem Granit gefertigt und besitzt einen Turm, einen Giebel und einen Erker. Die Ikonographie des Gebäudes sind von der romanischen Architektur und auch von den Stabkirchen inspiriert. So wurden Ornamente im Urnes-Stil und das Eulen-Motiv verwendet.
Der Innenraum der Apotheke ist im gleichen Stil gehalten wie die Außengestaltung. Es sind Wandschränke über die gesamte Wandfläche eingebaut, um den Platz optimal auszunutzen. Die Wandschränke sind genau so hoch, dass man gut an die obersten Fächer herankommt, ohne Hilfsmittel benutzen zu müssen. Der Innenraum ist hell und behaglich eingerichtet. Hier finden sich wie im Außenraum das Eulen-Motiv und die Stabkirchen-Ornamente wieder. Dieser Gebrauch von alten norwegischen Architekturelementen bewirkt eine psychologische Wahrnehmung, die eine nationale, einheimische Atmosphäre der Geborgenheit erzeugt.
Die gesamte Inneneinrichtung inklusive des Dekores wurde vom Architekten Schytte-Berg entworfen. Laut Tvinnereim muss der Anspruch der zeitgenössischen Architektur, die Anforderungen an Funktion und Komfort erfüllen, was in der Svaneapotek nach Meinung Tvinnreims gelungen ist.
1985 wurde das Gebäude unter Denkmalschutz gestellt. Dies betrifft insbesondere das Apothekeninterieur und Teile der Wohnung des Apothekers.

## Umbau und Restaurierung
1985 wurde die Apotheke von Bjørn Lamborg übernommen. Das Riksantikvaren stellte die Apotheke unter Denkmalschutz und wollte keine Ausnahme von den Denkmalschutzbestimmungen genehmigen. Zu diesem Zeitpunkt gab es auch ein starkes, lokales Bestreben Apotheken an ihren ursprünglichen Plätzen zu bewahren. So wurde selbst das Gebäude der Svaneapoteke restauriert, allerdings schloss dies die Apotheke nicht mit ein. 1960 wurde die Apotheke teilweise umgebaut, doch so abgenutzt entsprach sie nicht mehr den Anforderungen für einen Apothekenbetrieb. Im Verkaufsraum, der unter Schutz gestellt war, wurden einige der kleinen Schubfächer durch neue ersetzt. In der Rückwand wurden die flachen Schubfächer erweitert und ein Kühlschrank wurde in das Schranksystem integriert und passend verkleidet.
Nun gab es einen starken Willen, diesen Apothekenbetrieb fortzusetzen. Aber die Einführung der Niederlassungsfreiheit und neue Ansprüche an die Effektivität machten es unmöglich, den Betrieb dort wieder aufzunehmen, und so zog die Apotheke in das Einkaufscenter um. Nachdem die Apotheke aus dem Gebäude ausgezogen war, übernahm das Jugendstilsenter 2003 die Räumlichkeiten. In Verbindung mit der Eröffnung des Centers wurde das Interieur restauriert und die ursprünglichen Farben der Decken und Wände wurden wieder hergestellt.